# Джеймс Девіс (легкоатлет)
Джеймс Девіс (англ. James Davis, нар. 19 березня 1976) — американський легкоатлет, який спеціалізувався на спринті.

## Спортивні досягнення
Дворазовий чемпіон світу в приміщенні з естафетного бігу 4×400 метрів (2006, 2008).
Срібний призер Панамериканських ігор з естафетного бігу 4×400 метрів (2003).
Чемпіон США в приміщенні з бігу на 400 метрів (2000, 2001).